# WX Cephei
WX Cephei (WX Cep) es una estrella variable en la constelación de Cefeo situada 50 minutos de arco al oeste de 30 Cephei.
Su magnitud aparente media es +8,7 y se encuentra, de acuerdo a la nueva reducción del paralaje medido por el satélite Hipparcos —2,14 ± 1,13 milisegundos de arco—, aproximadamente a 1500 años luz del sistema solar. 
WX Cephei es una binaria cercana en donde, aunque las dos estrellas están muy próximas entre sí, no existe transfieren masa estelar.
La componente principal es una estrella blanca de tipo espectral A5V con una temperatura efectiva de 8150 K.
Su luminosidad es 63 veces superior a la luminosidad solar.
Tiene un radio cuatro veces más grande que el del Sol y una masa de 2,53 masas solares.
Por su parte, la estrella acompañante es una estrella blanca de la secuencia principal semejante a Mizar A (ζ Ursae Majoris) o a Sabik (η Ophiuchi).
Con una temperatura de 8900 K, es 41 veces más luminosa que el Sol.
Tiene un radio de 2,7 radios solares y su masa es 2,32 veces mayor que la del Sol.
S estima que el sistema tiene una edad de 500 millones de años.
WX Cephei es una binaria eclipsante —semejante a AH Cephei o a EK Cephei, también ambas en la constelación de Cefeo— cuyo brillo disminuye 0,59 magnitudes durante el eclipse principal y 0,44 magnitudes durante el eclipse secundario.
Su período orbital es de 3,3785 días.